# Bottle Island
Bottle Island är en ö i Storbritannien.   Den ligger i kommunen Highland och riksdelen Skottland, i den norra delen av landet, 800 km nordväst om huvudstaden London. Arean är 0,46 kvadratkilometer.
Terrängen på Bottle Island är mycket platt. Öns högsta punkt är 34 meter över havet. Den sträcker sig 0,8 kilometer i nord-sydlig riktning, och 1,2 kilometer i öst-västlig riktning.